# Dilortomaeus deformis
Dilortomaeus deformis är en skalbaggsart som beskrevs av Bordat 2009. Dilortomaeus deformis ingår i släktet Dilortomaeus och familjen Aphodiidae. Inga underarter finns listade i Catalogue of Life.